# Athanase Jean
Athanase Jean (1861 à Saint-Césaire - 1932 à Rouffiac) est un écrivain français.

## Sa vie
Athanase Jean, plus connu sous le nom de Docteur Jean, est né le 24 novembre 1861 à Saint-Césaire dans une famille de vignerons.
Doué pour les études qu'il fit à Pons, Saintes et Rochefort et plus précisément à Santé Navale, il se retrouva pour ses obligations militaires en Guyane où il commença à exercer la médecine.
De retour au pays natal, après avoir soutenu sa thèse, il fit, à la demande des habitants de Rouffiac qui avaient perdu leur vieux médecin, un remplacement qui dura jusqu'à sa mort le 17 février 1932.
Homme passionné et curieux de tout, il gardait au fond de lui ses racines paysannes et montra un talent certain pour le parler savoureux de la Saintonge. Cela se traduisit par plusieurs œuvres dont la plus pertinente et la plus appréciée fut sans nul doute La Mérine à Nastasie, une comédie en trois actes en saintongeais, publiée sous le pseudonyme de Yan Saint-Acère (Saint-Acère étant le nom saintongeais de son village natal, Saint-Césaire). Jouée pour la première fois le 25 mai 1902 au château de Mauléon (alias Moléon) à Rouffiac, puis le 4 décembre de la même année à Paris, salle Lancry, cette pièce a été reprise par plusieurs troupes tout au long du vingtième siècle.
Médecin infatigable, il prit part aussi à l'administration de la commune en tant que conseiller municipal, maire et conseiller d'arrondissement du canton de Pons. Il œuvra au renouveau du vignoble après sa destruction par le phylloxera, fut à l'origine d'une station de chemin de fer desservant le village, allant jusqu'à faire construire avec la recette de la 1re représentation de La Mérine une salle d'attente pour les usagers. Il fut également à l'origine de l'implantation du téléphone.
À l'instar de Barthélemy Gautier, bien connu pour ses croquis caricaturaux de la vie paysanne d'alors, le « Docteur Jean » restera avec Évariste Poitevin, plus connu sous le nom de Goulebenéze, Odette Comandon, et bien d'autres, comme un des grands noms de la culture saintongeaise.

## Œuvres du même auteur
- Le crassou
- Rouffiat ! ... Ine minute d'arrêt ! ... Buffez !
- Le Piantit de Cadet
- Bitounîa boet dau champagne !
- Batégail dejhun cheû Richardâ
- In voeyage malhureux
- Toque et Canul
- Le jugement du Bac de Chauveau